# Teatro Glória

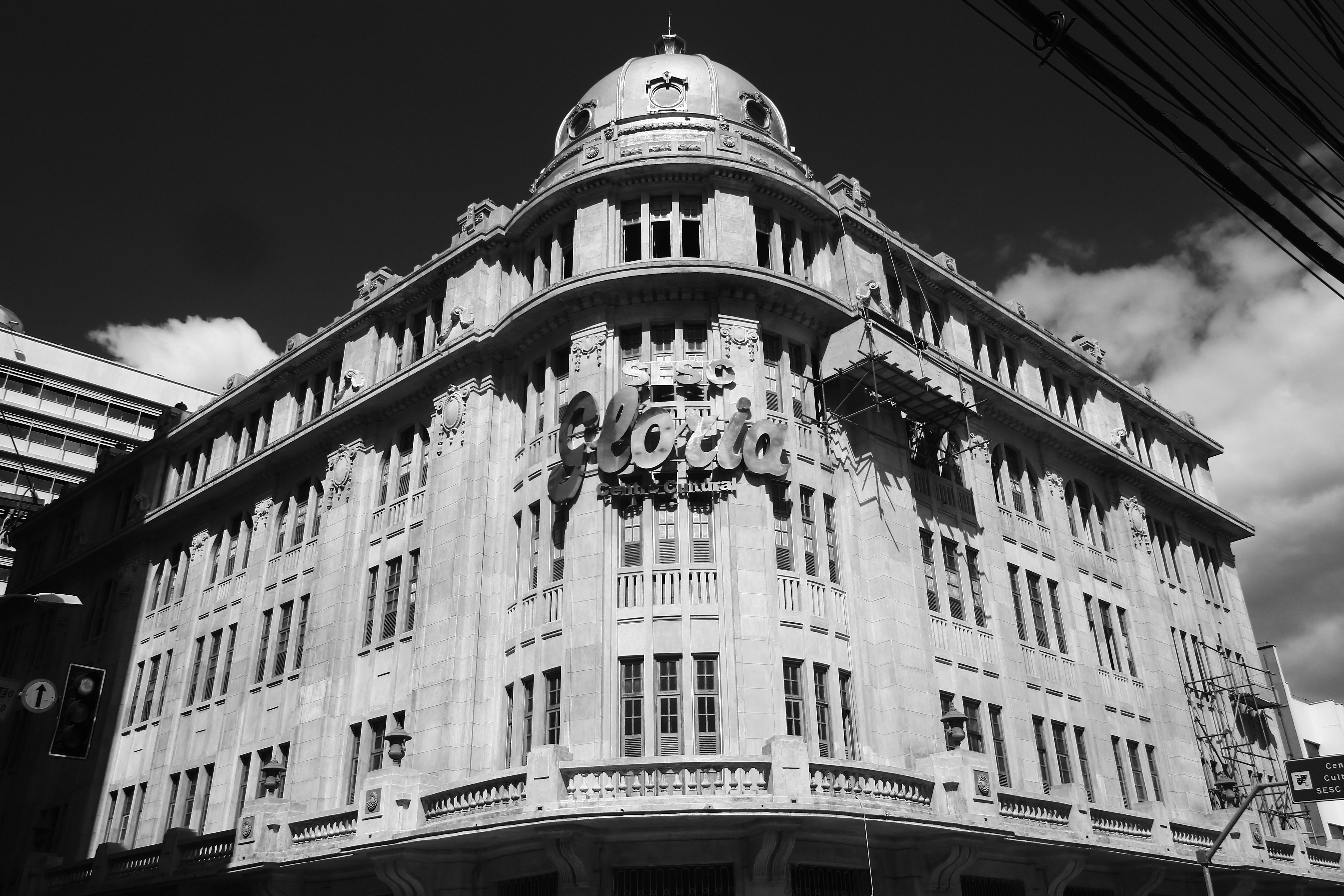
Teatro Glória de Vitória.

O Glória, atualmente conhecido por Centro Cultural Sesc Glória, é um teatro localizado no Centro Histórico de Vitória, capital do Espírito Santo, sendo um dos teatros mais antigos da cidade.  

## História
O Teatro Glória está localizado na Avenida Jerônimo Monteiro, uma das principais do Centro Histórico. Possui arquitetura eclética. É interessante dizer que o  Glória foi o primeiro edifício com mais de cinco andares em Vitória, sendo, portanto, um grande marco para a cidade.
A casa de espetáculos foi construída no antigo Jardim Municipal, que era chamado de Éden Park, onde havia certo antigo cinema. Contudo, o local foi vendido e adquirido pela empresa Santos e Cia. por volta de 1926. O projeto do Glória foi feito pelo arquiteto Ricardo Wright. 
O teatro possui estrutura de concreto armado, sendo uma edificação com revestimento em pó de pedra.
Durante toda a sua trajetória no cenário da cultura local, o edifício foi cinema e teatro. As demais dependências foram utilizadas por diversas empresas para fins comerciais como, por exemplo, hotel e escritórios da produção cafeeira.

## Curiosidades
O primeiro filme que passou no cinema do Glória foi O Tenente Sedutor, em 1932.

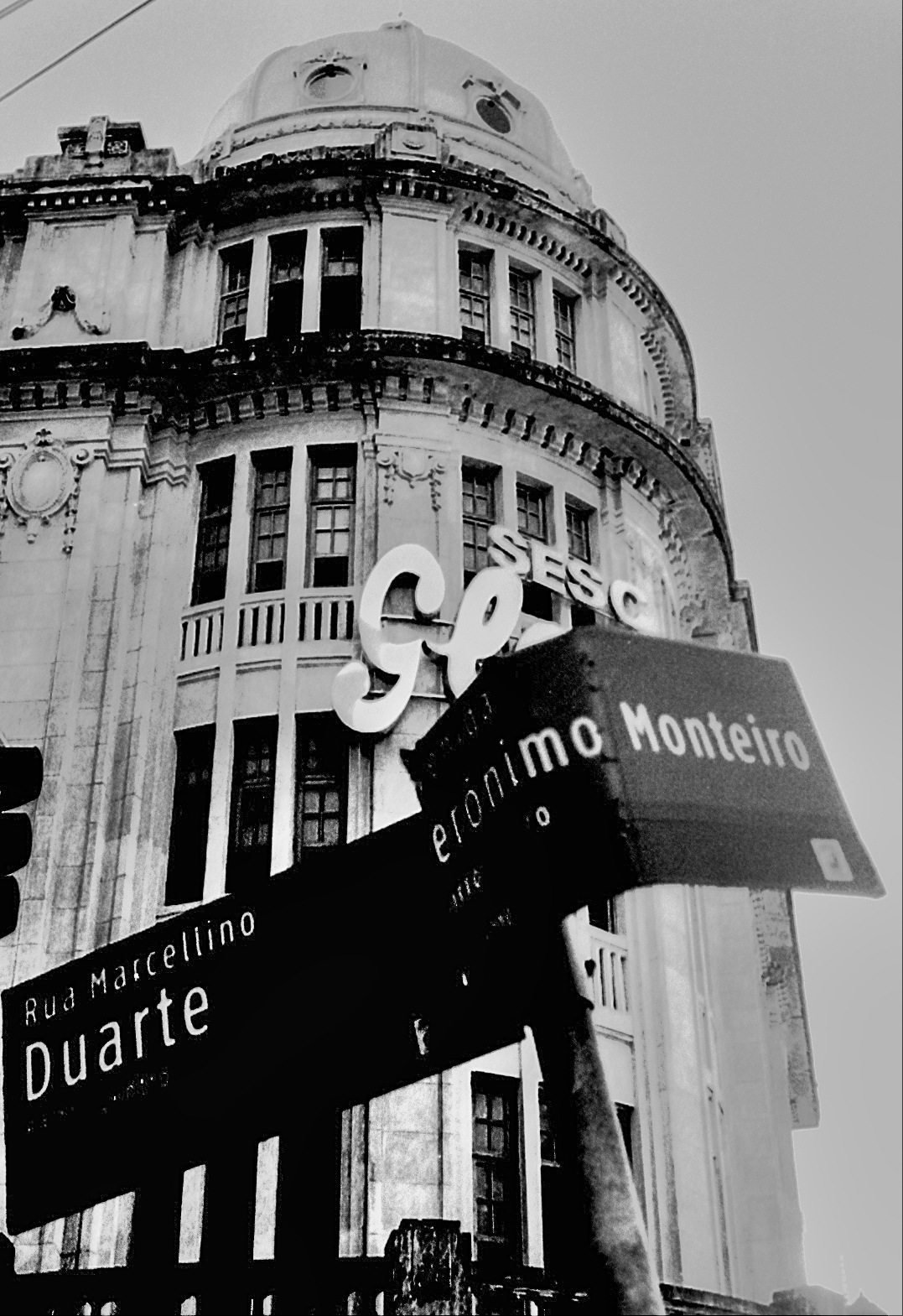
Teatro Glória.